# Суперкубок Йорданії з футболу 2020
Суперкубок Йорданії з футболу 2020  — 37-й розіграш турніру. Матч відбувся 29 лютого 2020 року між чемпіоном і володарем Кубка Йорданії клубом Аль-Файсалі та віце-чемпіоном Йорданії клубом Аль-Джазіра.
| Володар Суперкубка Йорданії 2020 |
| -------------------------------- |
|                                  |
| Аль-Файсалі Сімнадцятий титул    |

## Матч

### Деталі
| 29 лютого 2020 17:00 (EEST) |

| Аль-Файсалі                      | 1:1      | Аль-Джазіра                                                   |
| -------------------------------- | -------- | ------------------------------------------------------------- |
| Мареї 56'                        |          | Аль-Авадат 34'                                                |
|                                  | Пенальті |                                                               |
| Ерсан · Захран · Мареї · Гікевич | 4:3      | Абдель-Халім · Алабаасе · Бонатіні · Аль-Равабдех · Аль-Аттар |

| Інтернаціональний стадіон, Амман Арбітр: Мохаммад Арафах |